# آرثر ماكويد
آرثر ماكويد هو سياسي كندي، ولد في 1817، وتوفي في 21 يناير 1884. انتخب عضو مجلس العموم الكندي.